# Arlat
Els Arlat foren una tribu mongola, assentada a Transoxiana, al kanat de Txagatai, i turquitzada.
Els arlat apareixen poc a la història durant el segle xiii. Podrien ser una de les quatre divisions militars que foren donades a Txagatai Khan al formar el seu ulus. Segons Mirkhwand foren establerts a la meitat del segle xiii a Faryab i Maymana i després del 1260 van prestar homenatge al kan Il-kan, però a l'entorn del 1300 van canviar aquesta lleialtat en favor del kan txagataïda de Transoxiana. Vers 1340 i durant uns anys són esmentats en combats contra els kart d'Herat, però no figuren a l'expedició de Qazaghan a Herat del 1351 i no s'esmenta cap amir individual. A meitat del segle xiv no s'esmenten a Faryab i a Maymana però si a Ankhud i a Gurziwan. Probablement en aquesta epoca havien caigut sota dependència dels Apardi ja que Zinda Hasham Apardi (Zinde Kusham) governava a Ankhud vers 1360. Vers el 1362 Ankhud estava governada per Tilenchi Arpat, que fou executat per Zinda Hasham vers el 1370 per donar a suport a Timur contra el qual Zinda s'havia revoltat. Un altre amir, Turken Arlat, governava a Gurziwan o Faryab. Tant Tilenchi com Turken són més notables per les seves morts que pels fets de la seva vida. Pocs amirs dels arlat son citats a les fonts. Un amir citat molt sovint és Muayyad o Muvayad Arlat, cunyat de Timur i fidel personal seu. Al final de la vida de Timur apareix un amir notable, Yadgarshah Arlat, que va servir a les seves ordres i després de la seva mort (1405) va servir amb Pir Muhammad (fill de Jahangir) fins que fou assassinat (1407).
Hi ha diversos casos d'enllaços notables: una esposa de malik Muizz al-Din Husayn d'Herat fou una Arlat i d'ella va néixer el successor a Sarakhs, malik Muhammad. Muayyad o Muvayad Arlat, el fidel personal de Timur, es va casar amb la seva germana Shirin Beg Agha, de la qual va néixer una filla Sevinj Kuthlug que es va casar amb Pir Muhammad Kart, fill del darrer malik Ghiyath al-Din Pir Ali. Yadgarshah Arlat es va casar amb una filla d'Umar Xaikh (neta per tant de Timur).